# Jenss
Jenss was een kleine warenhuisketen in het westen van de Amerikaanse staat New York.

## Geschiedenis
Het bedrijf werd in 1887 opgericht door de gebroeders Jenss in Lockport, New York. In 1951 kocht Harold Dautch het bedrijf. In 1962 opende het bedrijf zijn vlaggenschipwarenhuis in de Boulevard Mall in Amherst, New York. Andere locaties waren: Summit Park Mall, Eastern Hills Mall en Main Street in Niagara Falls. Het bedrijf exploiteerde ook de Jenss Twin Ton-vestiging aan Main Street en Niagara Street in het centrum van de stad Tonawanda, het voormalige warenhuis van Zuckmaier Brothers. In 1997 besloot het bedrijf de vestiging in Summit Park Mall te sluiten. Op 15 september 2000 sloot Jenss al zijn warenhuizen. 
In 2002 besloot Jenss, hoewel het nog steeds een apart bedrijf was, om uitsluitend winkels te openen van zijn formule Reeds Jewelers. Er had geen fusie plaatsgevonden en de bedrijven hadden steeds afzonderlijke en onderscheiden activiteiten.